# Підгайці (Кременецький район)
Підга́йці — село в Україні, у Кременецькій міській громаді Кременецького району Тернопільської області. Розташоване на річці Горинка, в центрі району. Рельєф села Підгайці утворився одночасно з підняттям Кременецького кряжу, гори якого сягають до 207 м над рівнем світового океану. Ґрунти тут опідзолені чорноземи, в'язкі.
Розташоване за 50 км від Шумська. На 2006 рік у селі нараховано 165 дворів та 485 жителів. На 2007 — 497 осіб. 
До 2020 року Підгаєцькій сільській раді було підпорядковане село Кудлаївка, до 2003 року — і хутір Вербиця (нині незаселений).

## Історія
Історія села давня. Про це свідчать знахідки: крем'яні сокири, гостряки та списи, уламки з глиняних виробів, ляльки.
Перша писемна згадка про село як Підгайчики датується 1414 роком, орієнтовно з якого село належить князю Івану Вишневецькому. Про нього є згадка в акті 1545 року в описі Кременецького замку, як таке, що перебуває в числі «городець» князя.
Ще один представник з роду Вишневецьких — Андрій Вишневецький. Він прийняв унію у 1595 р. і намагався окатоличити населення. Панування Вишневецьких та експлуатація ними селян продовжувалось до 1746 року, до смерті останнього представника з роду Вишневецьких — Михайла Сервація. Тяжкий гніт цих відступників-феодалів, особливо жорстоке визискування ними селян, намагання зламати їх опір, викликали в населення справедливий гнів і ненависть до гнобителів, тому селяни неодноразово виступали проти експлуататорів.
У тому ж 1545 році, коли королівський комісар Лев Потій проводив ревізію Волинського воєводства, брат князя Дмитро Вишневецький прибув до міста Крем'янця (Кременця), де той перебував. Документи свідчать: князь мав у власності маєтки також у селах Кушлин (або Кушки), Підгайці, Окнин, Тараж, Комарин, Крутнів, Лопушне, Олексинець та Бобринець. 
У переліку замкових сіл та людей при Кременецькому замку (дані за люстраціями 1542, 1545, 1552рр): - Підгайці (29 чоловік; 29 тяглових; - );
За часів російського царського правління над Волинню село переходило в руки інших поміщиків- експлуататорів: Левитського, Ярошинських. А в ХІХ ст. село Підгайці належало графам Ожаровським. Фактом цього є тогочасна старовинна карта, датована 1864 роком, у якій вказано не лише графинь-власниць села Марію Ожаровську та Юзефу Олізар, але й чіткі розміри земельних уділів та місцерозташування географічних об'єктів.
Біографічна довідка
Марія Павлівна Скавронська (Пален, Ожаровська) мала графський титул. Була у двох шлюбах. Її батьки — Павло Мартинович Скавронський та Катерина Василівна Енгельгарт. Землі, разом зі своєю родичкою Олізар, Ожаровська отримала в дарунок. Померла графиня 1857 року.
У 1882 р. сільська община на місці старої церкви, яка стояла на зарубках, побудувала нову дерев'яну, названу в честь Св. Миколая. Також зберігся будиночок, збудований одночасно зі старою церквою. Церква завжди залишалась православною. Навіть коли зазнавала гонінь з боку радянської влади. Була закритою на 18 років, але у 1978 році її знову відкрили. У 1966 р. тут виявили стародруки та рукописну книгу XVII ст.
З 1921 року за Ризьким договором Шумщина офіційно увійшла до складу Польщі. Попри те, що її таким чином обійшов радянський «рай» з колективізацією і голодомором, і польська влада була настроєна до волинського українства не вельми лояльно. Вбачаючи в цих землях арену неминучої війни з Радянським Союзом, польський напіввійськовий уряд боявся зради з боку українців і намагався полонізувати дані території. Наша територія перебуває у володіннях Польщі до того періоду, поки радянська влада не розпочинає депортаційні акції, які тривали з 1939 по 1941 рр. Основною метою таких акцій, загалом яких нараховують чотири, є виселення з анексованих радянською владою територій поляків, які, на думку тодішньої влади, суперечили основі партійної ідеології. Найбільш нещадно поводились із багатими верствами населення: польськими «кулаками».
У Підгайцях також проводяться такі акції. На час виселення польських осадників тут проживає 5 польських панів, які мають свої земельні угіддя.
Ім'я одного з них — Адам Кожей (військовий поручник). У своїй власності пан мав підгаєцькі землі, даровані йому тестем — паном Ланцуцьким. Проживав він у будинку, де зараз школа та дитсадок. Пан мав у своїй власності ставок та млин (зараз тут рибарня).
Ще один із польських вихідців мав угіддя за селом. Прізвище його — Солом'яний. А територію, де колись стояла його хата, стали називати «солом'яне».
1 жовтня 1933 року утворено ґміну Катербурґ Кременецького повіту і село включено до неї.
12 червня 2020 року, відповідно до розпорядження Кабінету Міністрів України       № 724-р «Про визначення адміністративних центрів та затвердження територій територіальних громад Тернопільської області», увійшло до складу Кременецької міської громади.
19 липня 2020 року, в результаті адміністративно-територіальної реформи та ліквідації Кременецького (1940-2020) району, село увійшло до складу новоутвореного Кременецького району.

## Пам'ятки
- Церква Святого Миколая (1882 р., дерев'яна).
- Пам'ятник воїнам-односельцям, полеглим у німецько-радянській війні (1971).
- Капличка (збудована в честь Св. Петра і Павла у 1942 р.).

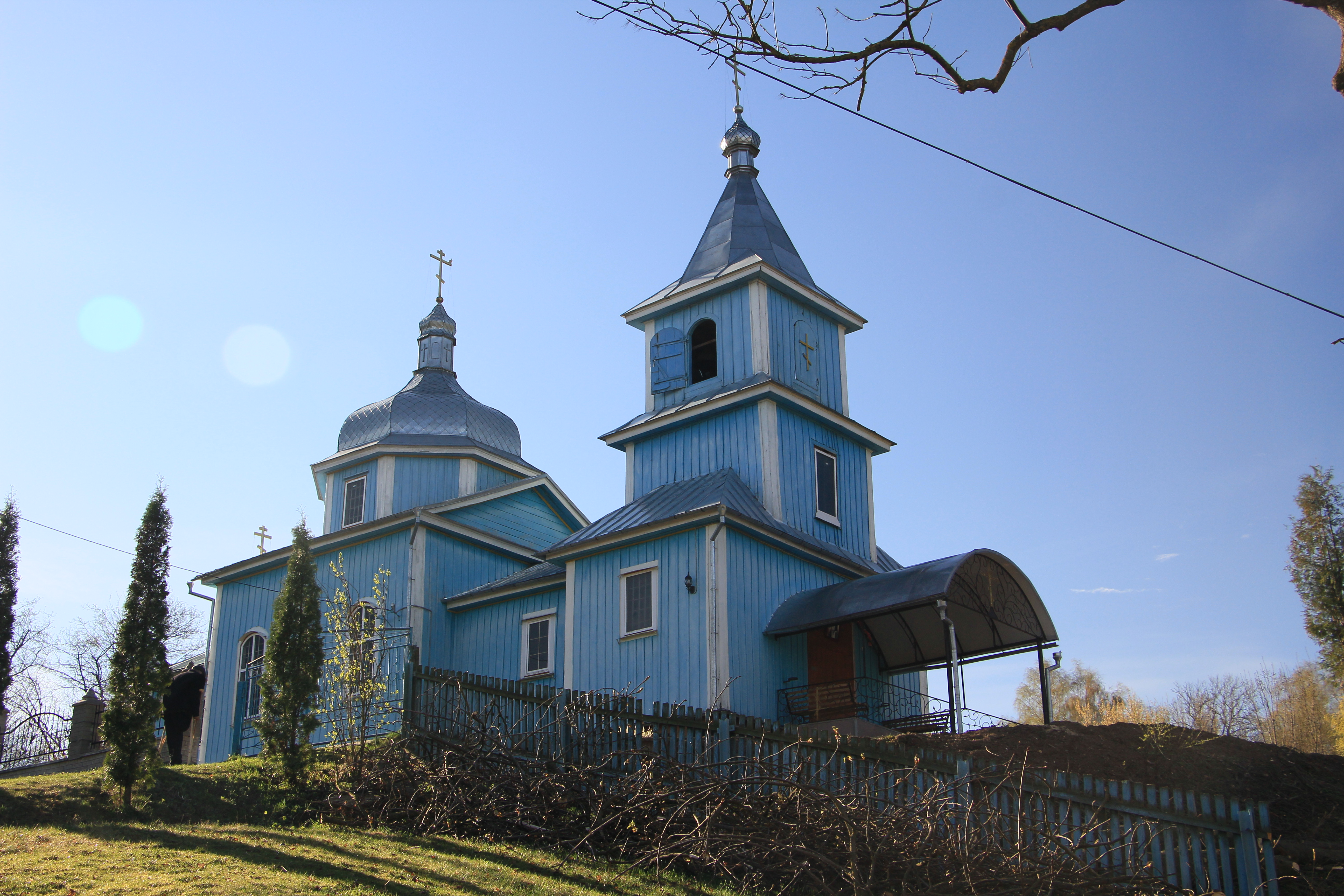
Дерев'яна церква

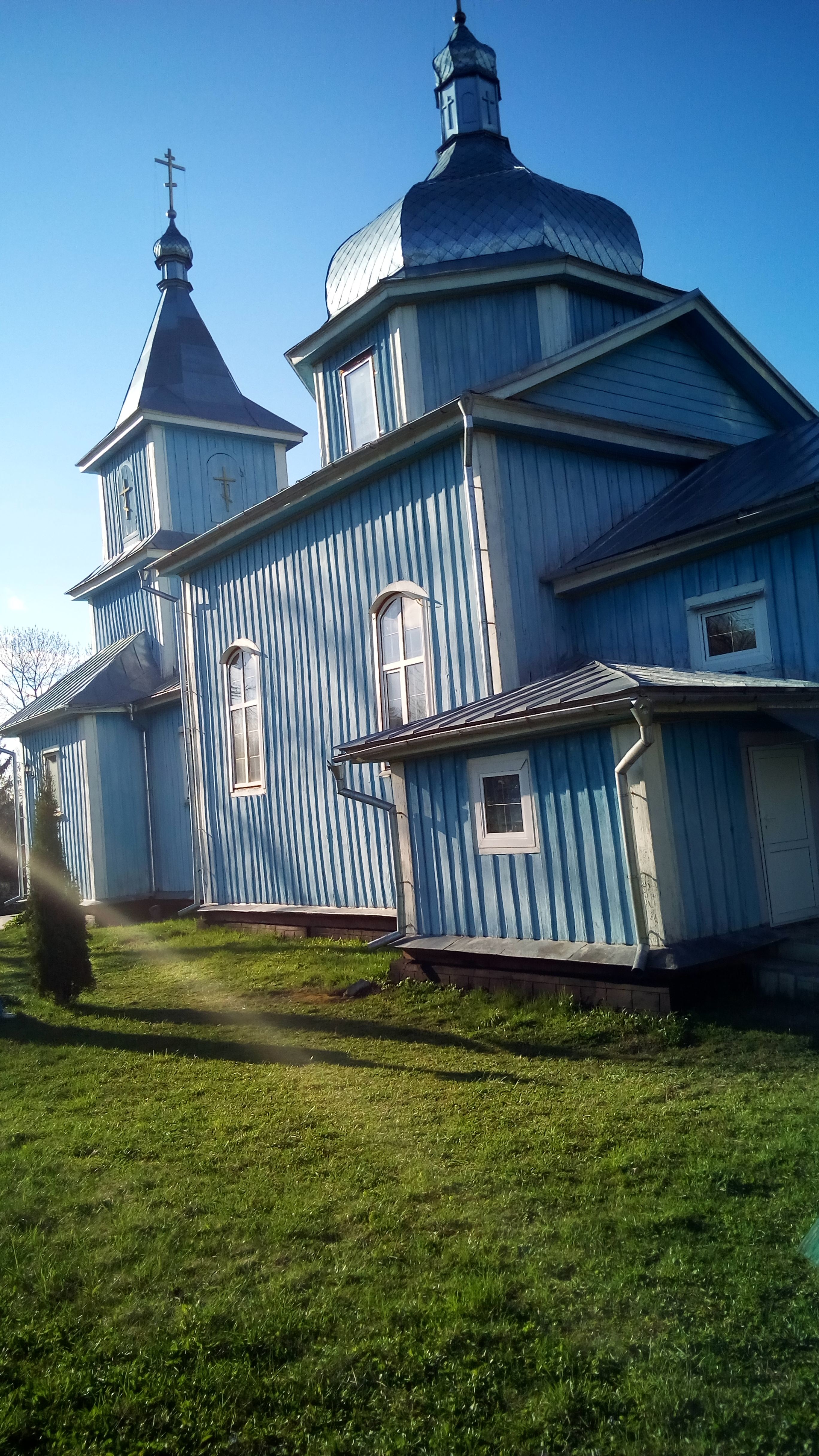
Церква Святого Миколая в Підгайцях з боку "Кутка"

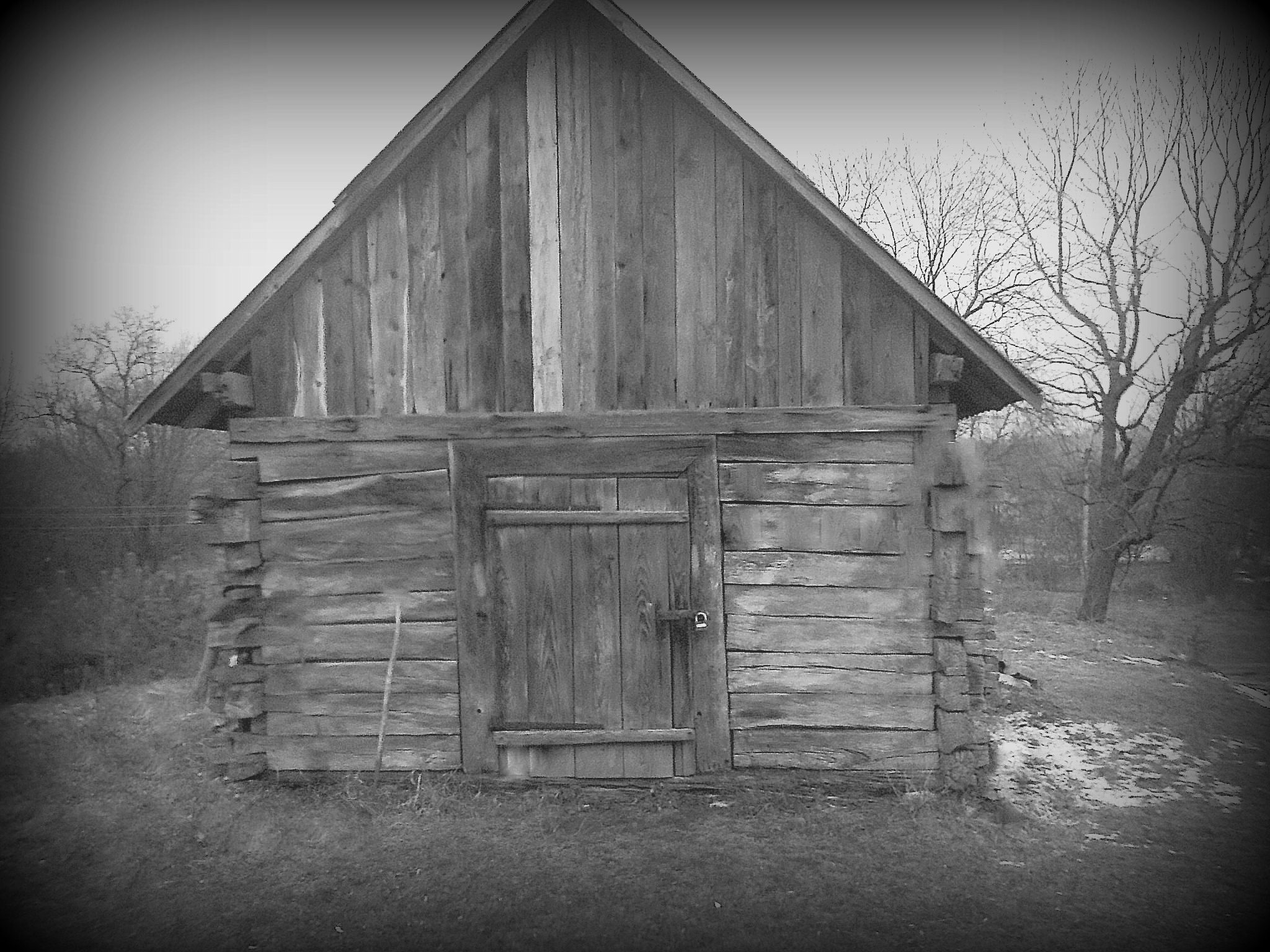
Дерев'яний будиночок біля церкви

## Соціальна сфера
У Підгайцях діють: магазини (ПП Дякін та ПП Медвідь), фельдшерсько-акушерський пункт (ФАП), Підгаєцький навчально-виховний комплекс (загальноосвітня школа І ступеня та дитсадок), будинок культури та бібліотека-філіал.
ВІДОМІ ЛЮДИ:

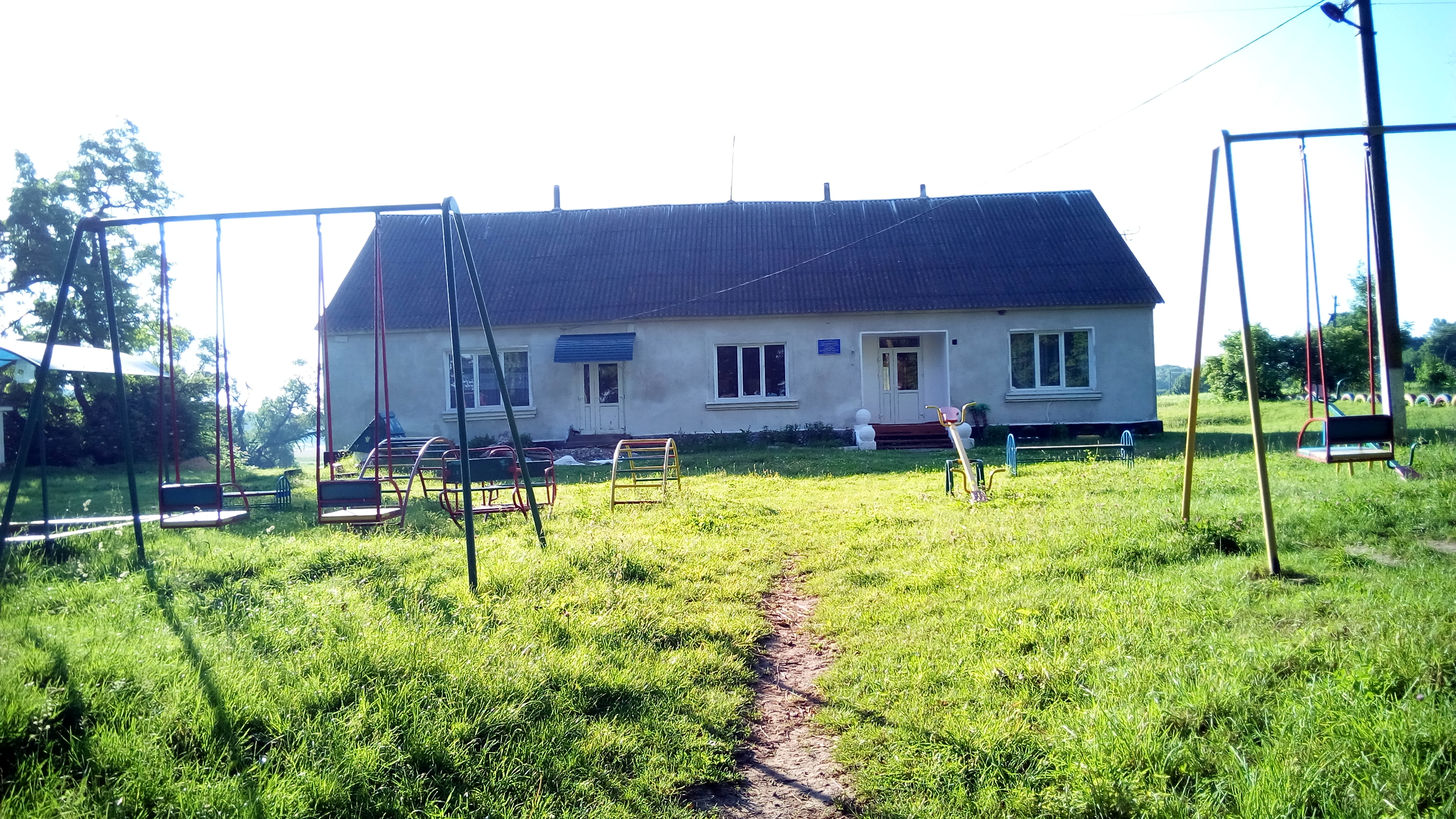
Школа і дитсадок в Підгайцях

В  с. Підгайці народився (30 листопада 1956 року) і проживав відомий вчений юрист, професор, кандидат юридичних наук, Заслужений юрист України, суддя у відставці Штогун Сергій Григорович.

### Проживали
- господарниця, Герой соціалістичної праці (1971) Припотень Надія Семенівна (*14 жовтня 1928 — 16 грудня 1999)[6]. Проживала в с.Кудлаївка.

## Галерея

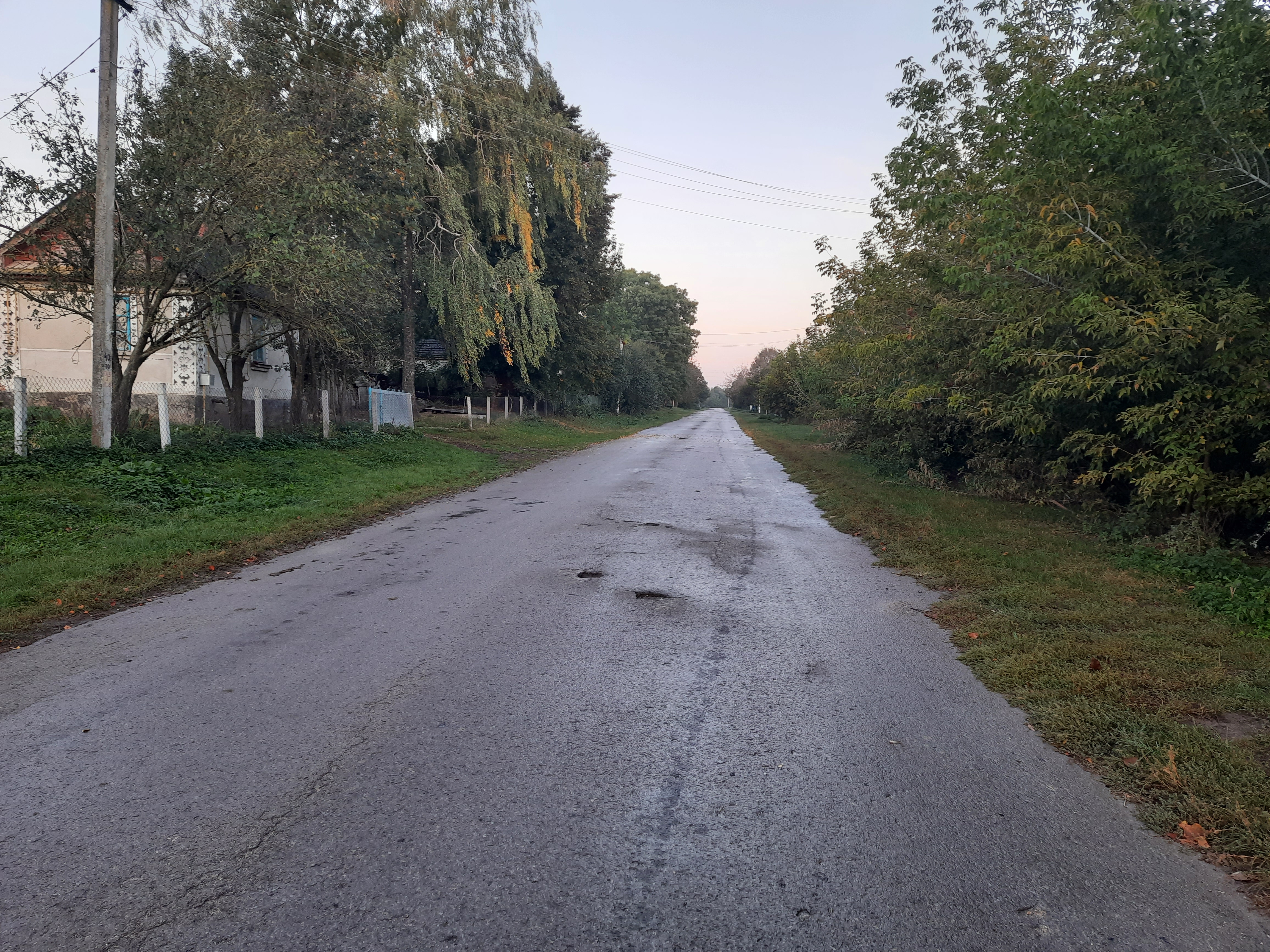
В'їзд у село
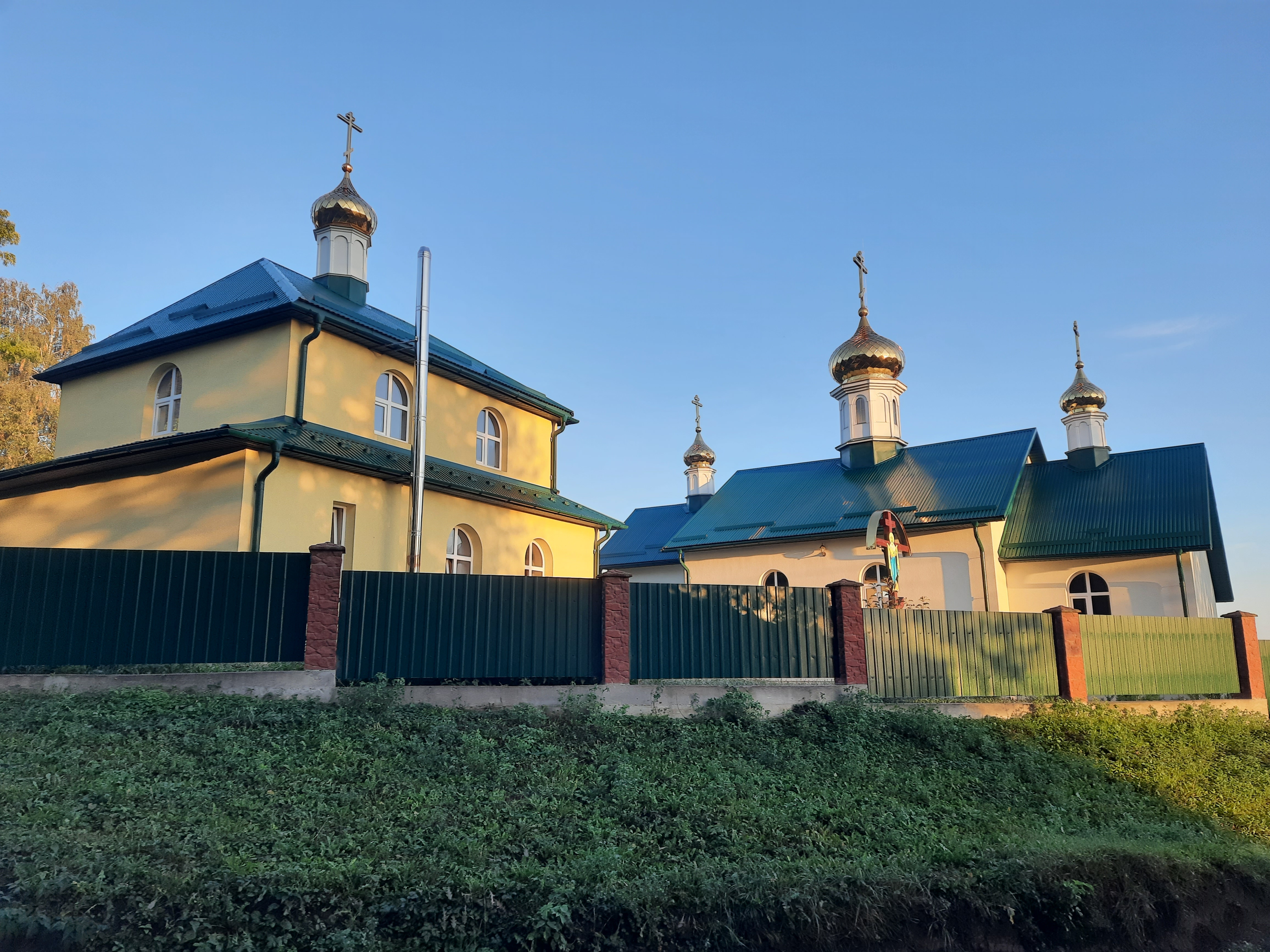
Нова церква
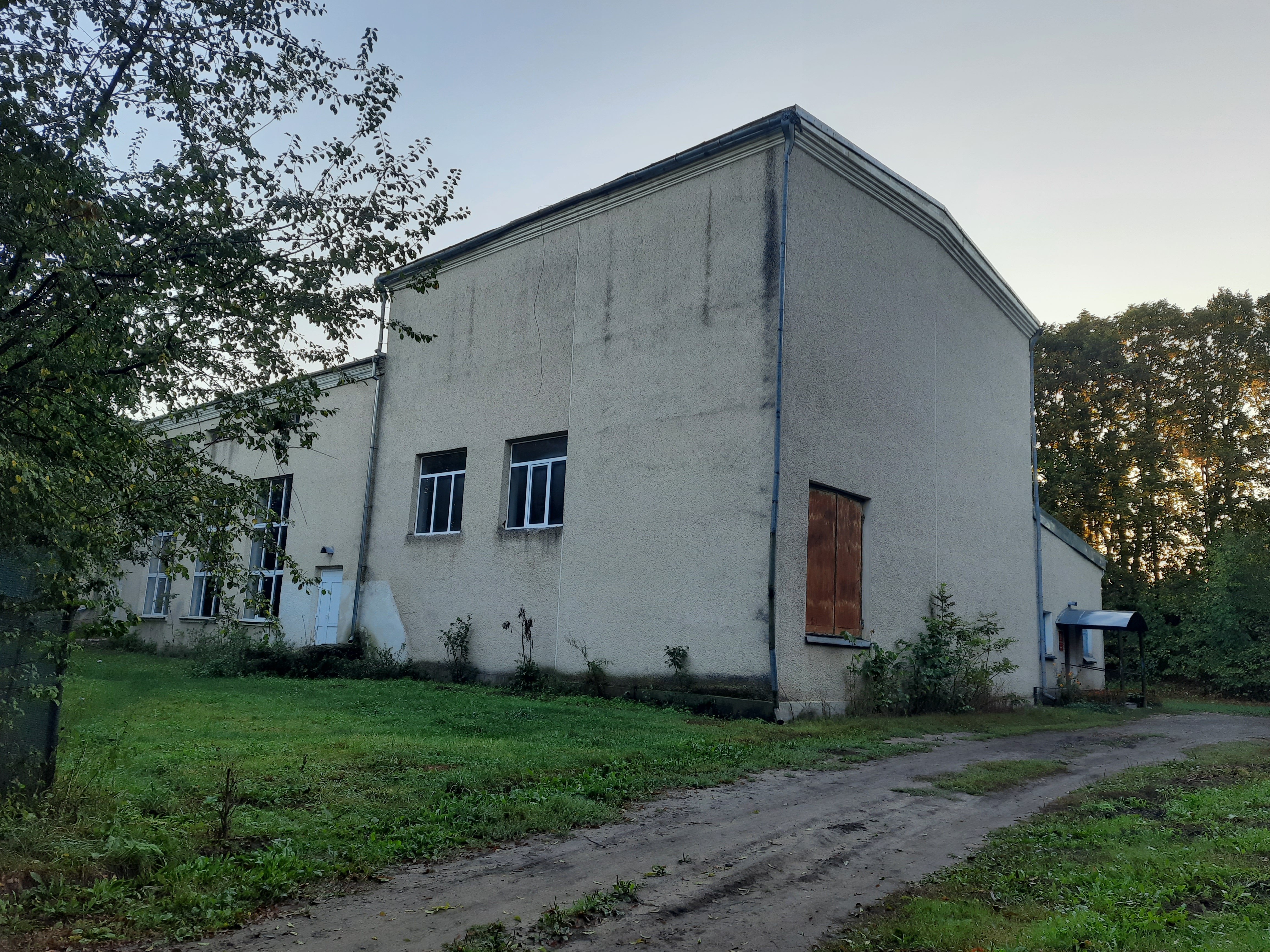
Школа
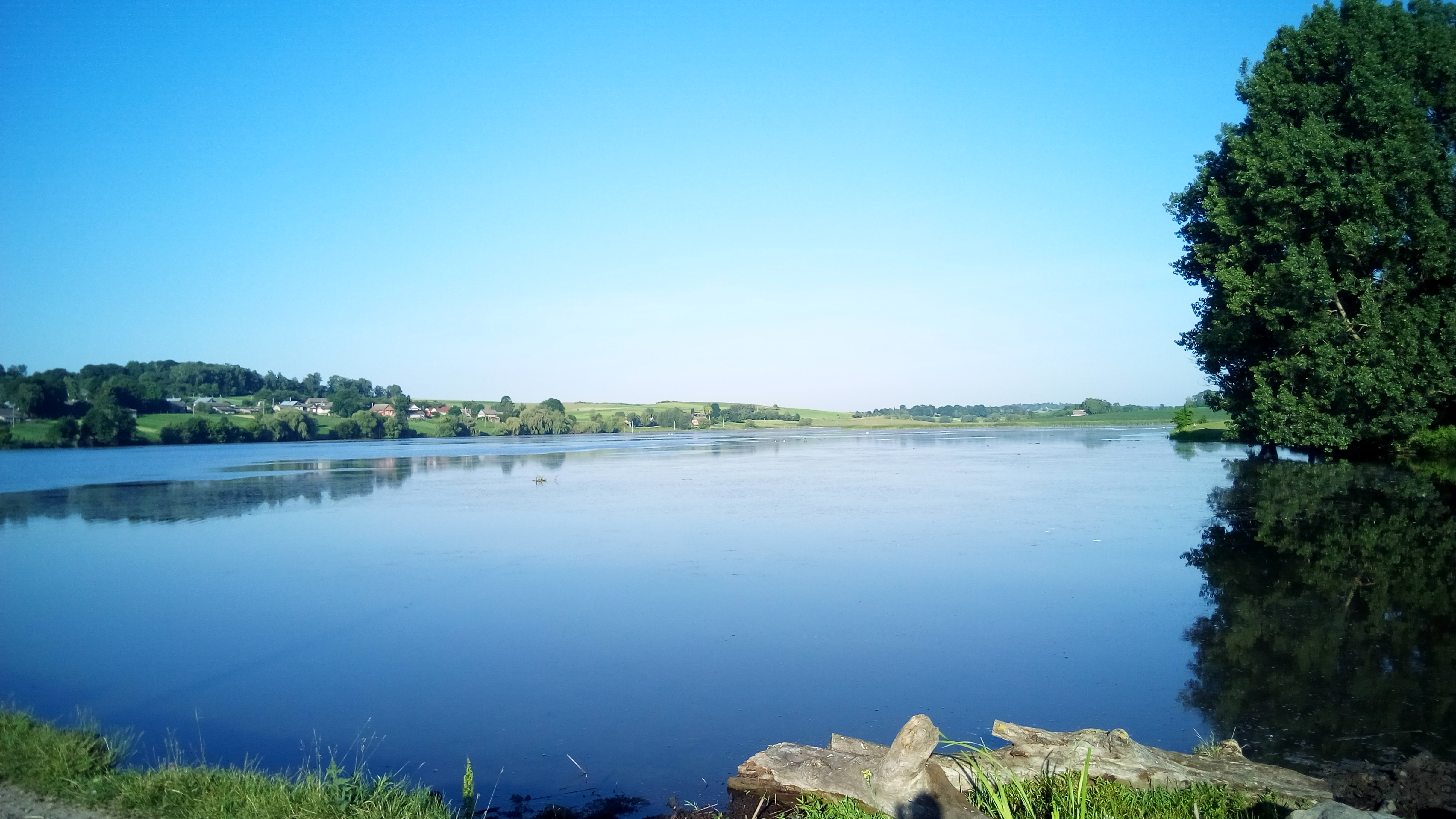
239x239пкс
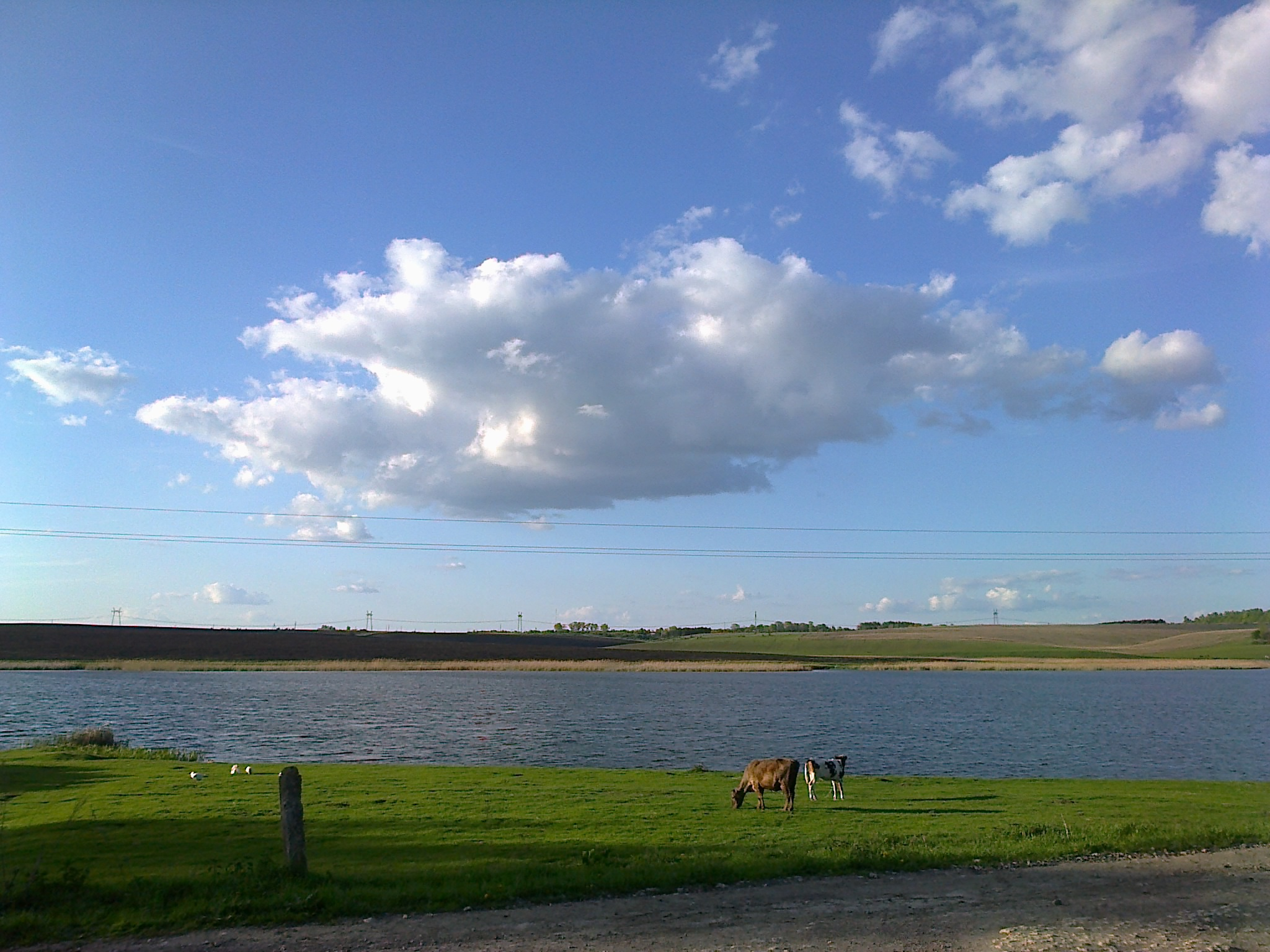
Став по дорозі в с. Іванківці
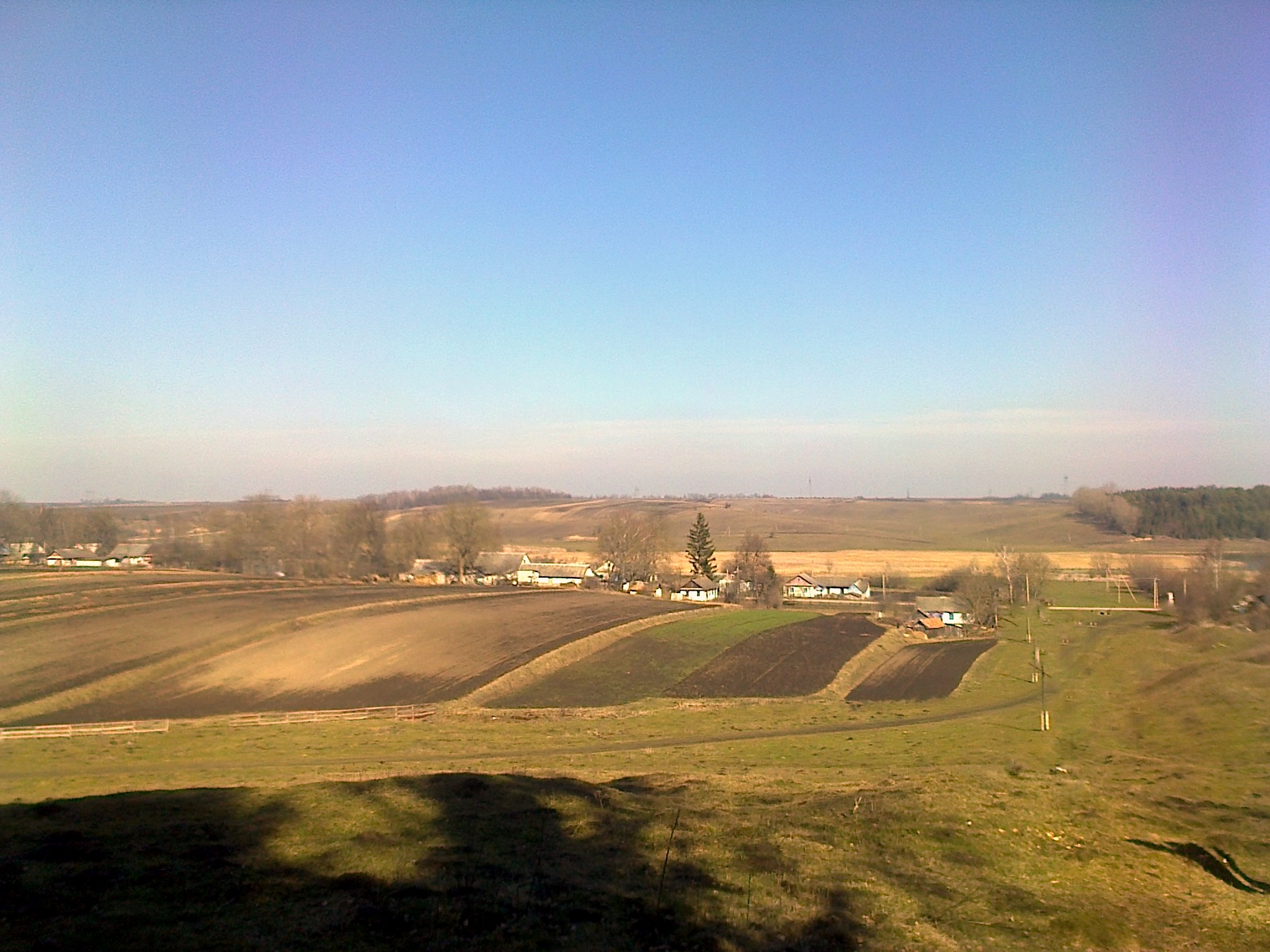
Підгаєцькі городи весною